# Jessie Daams
Jessie Daams   (Neerpelt, 28 de maig de 1990) és una ciclista professional belga especialista en la pista encara que també competeix en carretera. Va debutar com a professional el 2009 després de destacar en proves professionals de pista el 2008. A militat a l'equip Lotto Soudal Ladies.
El seu pare, Hans Daams, també va ser ciclista professional que va arribar a participar en la prova en ruta dels Jocs Olímpics de Los Angeles 1984.

## Palmarès
Palmarès de Jessie Daams.

###### Palmarès en pista
- 2009
  -  Campiona de Bèlgica en Scratch
  -  Campiona de Bèlgica en Persecució per equips (amb Jolien D'Hoore i Kelly Druyts)
- 2010
  -  Campiona d'Europa sub-23 en Persecució per equips (amb Jolien D'Hoore i Kelly Druyts)
  -  Campiona de Bèlgica en puntuació
  -  Campiona de Bèlgica en Persecució per equips (amb Jolien D'Hoore i Kelly Druyts)

###### Palmarès en ruta
- 2012
  - Vencedora d'una etapa a la Volta a Turíngia